# Tukotuko białozębny
Tukotuko białozębny (Ctenomys leucodon) – gatunek gryzonia z rodziny tukotukowatych (Ctenomyidae). Występuje w Ameryce Południowej, gdzie odgrywa ważną rolę ekologiczną. Siedliska tukotuko białozębnego położone są na terenach zachodniej Boliwii i wschodnich części Peru wokół jeziora Titicaca. Międzynarodowa Unia Ochrony Przyrody (IUCN) wymienia ten gatunek w Czerwonej księdze gatunków zagrożonych jako gatunek najmniejszej troski i oznacza go akronimem LC.